# Казачков, Семён Абрамович
Семён Абрамович Казачков (5 июня 1909, Перевоз, Новозыбковский уезд, Черниговская губерния, Российская империя — 2 мая 2005, Казань, Республика Татарстан, Российская Федерация) — советский хоровой дирижёр, педагог и ученый. Заслуженный деятель искусств РСФСР (1980). Заслуженный деятель искусств Татарской АССР (1957).

## Биография
Родился 5 июня 1909 года в селе Перевоз Новозыбковского уезда Черниговской губернии, ныне Брянской области России.
После окончания школы в Новозыбкове, в 1924 году уехал в Ленинград. В 1928—1935 годах учился в Ленинградском музыкальном техникуме им. М. П. Мусоргского (ныне Санкт-Петербургское музыкальное училище имени М. П. Мусоргского) по классу дирижирования И. А. Мусина. В 1935—1940 годах продолжил своё образование в Ленинградской консерватории на дирижёрско-хоровом факультете, класс М. Г. Климова и В. П. Степанова; одновременно занимался симфоническим дирижированием у Мусина.
По окончании консерватории, в 1940 году, Семён Казачков был распределён в Чебоксары, где начал работать с Чувашским государственным хором. В 1941 году был призван в Красную армию, стал участником Великой Отечественной войны, воевал на Белорусском и Балтийском фронтах. После демобилизации, в 1945—1947 годах, руководил Ансамблем Краснознаменного Балтийского флота.
С 1947 года С. А. Казачков — профессор, заведующий кафедрой хорового дирижирования Казанской консерватории (ныне Казанская государственная консерватория имени Н. Г. Жиганова), организатор и руководитель хоровым классом. В 1948—1989 годах он возглавлял кафедру хорового дирижирования Казанской консерватории, в 1947—1997 годах был руководителем хора студентов Казанской консерватории.
В 1955 году он защитил диссертацию кандидата искусствоведения на тему «Некоторые вопросы репетиционной работы с хором». Стал автором ряда работ:
- «Дирижерский аппарат и его постановка». — Ленинград. Музыка, 1967
- «От урока к концерту». — Казань: Казанский университет, 1990
- «Дирижер хора — артист и педагог». — Казань: Казанская консерватория, 1998.
- «Расскажу о времени и о себе». — Казань: Казанская консерватория, 2004.

Был членом правления Татарского отделения Всероссийского хорового общества.
Умер в Казани 2 мая 2005 года и похоронен на Самосыровском кладбище города.
Дочь Семена Абрамовича, Нора Семеновна Казачкова, преподаватель фортепиано в Средней специальной музыкальной школе при Казанской консерватории, внесла неоценимый вклад в развитие русской фортепианной школы.

## Заслуги
- Заслуженный деятель искусств РСФСР[6] и Татарской АССР (1957).
- Почетный доктор Казанского университета (1999) и почетный профессор Казанской консерватории (2004).
- Был награждён орденами Красной Звезды и Отечественной войны II степени, а также медалями.